# Mistrzostwa Świata w Biathlonie 2021 – pojedyncza sztafeta mieszana
Pojedyncza sztafeta mieszana na Mistrzostwach Świata w Biathlonie 2021 odbyła się 18 lutego w Pokljuce. Była to ósma konkurencja podczas tych mistrzostw. Wystartowało w niej 28 reprezentacji, z których 1 nie ukończyła zawodów. Mistrzami świata zostali Francuzi, srebro zdobyli Norwegowie, a trzecie miejsce zajęli Szwedzi.
Polacy zajęli 26. miejsce.

## Wyniki
| Miejsce | Nr | Reprezentacja                                                                                    | Czas                                  | Kary (L+S)                               | Strata  |
| ------- | -- | ------------------------------------------------------------------------------------------------ | ------------------------------------- | ---------------------------------------- | ------- |
| 01 !    | 1  | Francja · Antonin Guigonnat · Julia Simon · Antonin Guigonnat · Julia Simon                      | 36:42,4 7:56,9 8:37,3 7:43,3 12:24,9  | 0+3 0+2 0+2 0+1 0+0 0+0 0+1 0+1          |         |
| 02 !    | 3  | Norwegia · Johannes Thingnes Bø · Tiril Eckhoff · Johannes Thingnes Bø · Tiril Eckhoff           | 36:45,2 7:46,3 8:48,1 7:59,4 12:11,4  | 0+5 0+4 0+1 0+2 0+1 0+1 0+3 0+1 0+0 0+0  | +2,8    |
| 03 !    | 2  | Szwecja · Sebastian Samuelsson · Hanna Öberg · Sebastian Samuelsson · Hanna Öberg                | 37:05,0 7:56,2 8:44,1 7:47,9 12:36,8  | 0+4 0+4 0+2 0+1 0+0 0+1 0+2 0+1          | +22,6   |
| 4       | 14 | Ukraina · Artem Pryma · Darja Błaszko · Artem Pryma · Darja Błaszko                              | 37:18,3 7:57.4 8:44,4 7:51,7 12:44,8  | 0+1 0+2 0+1 0+1 0+0 0+0 0+0 0+1          | +35,9   |
| 5       | 7  | Włochy · Lukas Hofer · Dorothea Wierer · Lukas Hofer · Dorothea Wierer                           | 37:37,6 7:42,3 8:44,9 7:55,2 13:15,2  | 0+1 1+5 0+0 0+1 0+0 0+0 0+1 0+1 0+0 1+3  | +55,2   |
| 6       | 8  | Austria · Simon Eder · Lisa Hauser · Simon Eder · Lisa Hauser                                    | 37:45,9 7:41,8 8:52,1 8:12,2 12:59,8  | 0+2 1+5 0+0 0+0 0+1 0+0 0+1 0+2 0+0 1+3  | +1:03,5 |
| 7       | 4  | Niemcy · Erik Lesser · Franziska Preuß · Erik Lesser · Franziska Preuß                           | 38:03,6 8:12,6 9:14,9 7:55,1 12:41,0  | 0+5 1+5 0+1 1+3 0+2 0+2 0+1 0+0          | +1:21,2 |
| 8       | 6  | Kanada · Christian Gow · Emma Lunder · Christian Gow · Emma Lunder                               | 38:06,8 7:56,6 9:11,6 7:57,2 13:01,4  | 0+3 0+3 0+0 0+2 0+1 0+1 0+0 0+0 0+2 0+0  | +1:24,4 |
| 9       | 16 | Szwajcaria · Benjamin Weger · Irene Cadurisch · Benjamin Weger · Irene Cadurisch                 | 38:32,6 8:02,8 8:48,2 8:41,3 13:00,3  | 1+4 0+5 0+1 0+1 0+0 0+0 1+3 0+1 0+0 0+3  | +1:50,2 |
| 10      | 17 | Estonia · Rene Zahkna · Johanna Talihärm · Rene Zahkna · Johanna Talihärm                        | 38:38,8 7:57,9 9:51,3 8:07,3 12:42,3  | 1+6 0+1 0+2 0+0 1+3 0+1 0+1 0+0 0+0 0+0  | +1:56,4 |
| 11      | 9  | Rosyjski Związek Biathlonu Eduard Łatypow Jewgienija Pawłowa Eduard Łatypow Jewgienija Pawłowa   | 38:54,1 8:14,7 9:07,9 8:16,5 13:15,0  | 0+6 0+6 0+1 0+3 0+1 0+1 0+2 0+2 0+2 0+0  | +2:11,7 |
| 12      | 5  | Białoruś · Mikita Łabastau · Iryna Kryuko · Mikita Łabastau · Iryna Kryuko                       | 38:59,7 8:20,3 9:12,5 8:11,0 13:15,9  | 0+4 0+3 0+2 0+1 0+1 0+0 0+0 0+1 0+1 0+1  | +2:17,3 |
| 13      | 13 | Słowenia · Jakov Fak · Polona Klemenčič · Jakov Fak · Polona Klemenčič                           | 39:14,2 7:52,2 9:36,6 8:06,3 13:39,1  | 0+2 1+8 0+1 0+1 0+1 0+2 0+0 1+3 0+0 0+2  | +2:31,8 |
| 14      | 18 | Łotwa · Aleksandrs Patrijuks · Baiba Bendika · Aleksandrs Patrijuks · Baiba Bendika              | 39:15,3 8:16,6 9:17,0 9:01,6 12:40,1  | 1+5 0+3 0+1 0+1 0+1 0+0 1+3 0+2 0+0 0+0  | +2:32,9 |
| 15      | 12 | Belgia · Florent Claude · Lotte Lie · Florent Claude · Lotte Lie                                 | 39:21,3 8:14,2 9:12,1 8:15,1 13:39,9  | 0+2 0+2 0+1 0+0 0+0 0+0 0+1 0+0 0+0 0+2  | +2:38,9 |
| 16      | 26 | Czechy · Mikuláš Karlík · Jessica Jislová · Mikuláš Karlík · Jessica Jislová                     | 39:21,5 8:22,8 9:16,2 8:36,2 13:06,3  | 0+3 0+3 0+0 0+2 0+1 0+0 0+2 0+1 0+0 0+0  | +2:39,1 |
| 17      | 10 | Kazachstan · Władisław Kiriejew · Galina Wiszniewska · Władisław Kiriejew · Galina Wiszniewska   | 39:27,1 8:04,2 9:11,5 8:46,8 13:24,6  | 0+2 0+1 0+0 0+0 0+2 0+1 0+0 0+0          | +2:44,7 |
| 18      | 23 | Japonia · Mikito Tachizaki · Fuyuko Tachizaki · Mikito Tachizaki · Fuyuko Tachizaki              | 39:42,2 8:19,2 9:44,9 8:14,4 13:23,7  | 0+3 0+4 0+1 0+1 0+2 0+2 0+0 0+1 0+0 0+0  | +2:59,8 |
| 19      | 27 | Bułgaria · Władimir Iliew · Milena Todorowa · Władimir Iliew · Milena Todorowa                   | 39:48,6 8:58,8 9:17,1 8:26,5 13:06,2  | 0+2 1+8 0+2 1+3 0+0 0+1 0+0 0+3 0+0 0+1  | +3:06,2 |
| 20      | 21 | Rumunia · George Buta · Elena Chirkova · George Buta · Elena Chirkova                            | 39:54,5 8:01,5 9:33,8 8:05,6 14:13,6  | 0+4 0+3 0+1 0+0 0+1 0+1 0+0 0+1 0+2 0+1  | +3:12,1 |
| 21      | 25 | Słowacja · Tomáš Hasilla · Paulína Fialková · Tomáš Hasilla · Paulína Fialková                   | 40:02,5 8:09,1 9:46,9 8:55,4 13:11,1  | 0+7 0+7 0+1 0+1 0+2 0+3 0+3 0+3 0+1 0+0  | +3:20,1 |
| 22      | 11 | Stany Zjednoczone · Sean Doherty · Clare Egan · Sean Doherty · Clare Egan                        | 40:14,1 8:02,2 9:56,6 8:27,9 13:47,4  | 0+3 1+5 0+1 0+0 0+0 1+3 0+0 0+2 0+2 0+0  | +3:31,7 |
| 23      | 28 | Korea Południowa · Kim Yong-gyu · Jekatierina Awwakumowa · Kim Yong-gyu · Jekatierina Awwakumowa | 40:38,2 8:46,1 9:09,0 9:12,6 13:30,5  | 0+5 0+7 0+3 0+3 0+0 0+1 0+1 0+3 0+1 0+0  | +3:55,8 |
| 24      | 15 | Litwa · Tomas Kaukėnas · Natalija Kočergina · Tomas Kaukėnas · Natalija Kočergina                | 40:58,9 8:09,7 9:30,0 8:51,3 14:27,9  | 0+6 0+10 0+0 0+2 0+1 0+2 0+2 0+3 0+3 0+3 | +4:16,5 |
| 25      | 19 | Finlandia · Jaakko Ranta · Mari Eder · Jaakko Ranta · Mari Eder                                  | 41:01,0 8:31,3 9:43,3 8:59,0 13:47,4  | 1+8 1+8 0+2 0+3 1+3 0+1 0+1 1+3 0+2 0+1  | +4:18,6 |
| 26      | 20 | Polska · Grzegorz Guzik · Kamila Żuk · Grzegorz Guzik · Kamila Żuk                               | 41:11,6 8:40,9 10:34,8 8:19,4 13:36,5 | 2+8 0+4 0+3 0+1 2+3 0+2 0+1 0+0 0+1 0+1  | +4:29,2 |
| 27      | 22 | Mołdawia · Mihail Usov · Alla Ghilenko · Mihail Usov · Alla Ghilenko                             | 42:04,8 8:39,0 9:46,4 9:32,7 14:06,7  | 2+8 0+6 0+2 0+1 0+3 0+3 2+3 0+1 0+0 0+1  | +5:22,4 |
| 28      | 24 | Chorwacja · Krešimir Crnković · Anika Kožica · Krešimir Crnković · Anika Kožica                  | LAP 8:36,8 10:05,2 9:29,0             | 0+6 2+6 0+1 0+2 0+1 0+1 0+1 2+3 0+3      | -       |